# Stefan Locher
Stefan Locher (* 11. Januar 1968 in Dortmund) ist ein ehemaliger deutscher Ruderer. Seine größten Erfolge waren der Gewinn des Weltmeistertitels im Leichtgewichts-Achter in den Jahren 1996 und 1998, der Gewinn des Hochschul-Weltmeistertitels 1992 im Leichtgewichts-Vierer ohne Steuermann, sowie der vierte Platz in derselben Bootsklasse bei den Ruder-Weltmeisterschaften 2003.
Locher begann seine Karriere im Ruder-Club Witten. 1996 wurde er zum ersten Mal Weltmeister im Achter der Leichtgewichte. Zwei Jahre später konnte er diesen Erfolg auf dem Fühlinger See in Köln wiederholen. Er wurde dabei sowohl auf der Backbord- als auch auf der Steuerbord-Seite eingesetzt und ist er einer von wenigen Ruderern, die auf beiden Seiten Weltmeister geworden sind.
Nachdem Locher 2001 den siebten Platz im Zweier ohne Steuermann bei den Weltmeisterschaften mit seinem Partner Axel Schuster erreichen konnte, wechselte er zusammen mit Schuster zur Saison 2002 in den Leichtgewichts-Vierer ohne Steuerman. Nach einem fünften und einem vierten Platz bei den Ruder-Weltmeisterschaften 2002 und 2003 war er Teil der deutschen Olympiamannschaft für die Olympischen Sommerspiele 2004 in Athen. Dort startete er zusammen mit Axel Schuster, Andreas Bech und Martin Müller-Falcke im leichten Vierer ohne Steuermann. Mit einem starken Vorlauf, bei dem die Mannschaft fast den deutschen Rekord in dieser Bootsklasse einstellte, qualifizierte sich die Mannschaft für das Halbfinale. Dort fand die Mannschaft jedoch nicht ins Rennen und verpasste den Einzug ins Finale. Auch das B-Finale verlief enttäuschend, der Vierer verlor gegen eine Reihe europäischer Mannschaften, die sie im Weltcup bisher stets besiegt hatte. Insgesamt belegte die Mannschaft mit Bech den elften Platz.
Nach den Olympischen Spielen trainierte Locher, der zuletzt für den RTHC Bayer Leverkusen startete, noch ein Jahr weiter, und beendete dann seine Karriere. Auf nationaler Ebene wurde er in seiner Karriere siebenmal Deutscher Meister: Im Leichtgewichts-Achter in den Jahren 1996, 1998, 1999 und 2002 sowie im Leichtgewichts-Vierer ohne Steuermann in den Jahren 2002, 2003 und 2004. Daneben hat er zahlreiche Titel bei Jahrgangsmeisterschaften gewonnen.

## Internationale Erfolge
- 1987: 4. Platz Match des Seniors (inoffizielle U23-WM) im Leichtgewichts-Vierer ohne Steuermann
- 1992: 1. Platz Hochschulweltmeisterschaften im Leichtgewichts-Vierer ohne Steuermann
- 1996: 1. Platz Weltmeisterschaften im Leichtgewichts-Achter
- 1997: 5. Platz Weltmeisterschaften im Leichtgewichts-Achter
- 1998: 1. Platz Weltmeisterschaften im Leichtgewichts-Achter
- 1999: 6. Platz Weltmeisterschaften im Leichtgewichts-Zweier ohne Steuermann
- 2001: 7. Platz Weltmeisterschaften im Leichtgewichts-Zweier ohne Steuermann
- 2002: 5. Platz Weltmeisterschaften im Leichtgewichts-Vierer ohne Steuermann
- 2003: 4. Platz Weltmeisterschaften im Leichtgewichts-Vierer ohne Steuermann
- 2004: 11. Platz Olympische Spiele im Leichtgewichts-Vierer ohne Steuermann